# European Air War
European Air War è un videogioco di simulazione di volo prodotto dalla MicroProse nel novembre 1998, seguito di 1942: The Pacific Air War.
Lo scenario è quello della seconda guerra mondiale, il giocatore può decidere se pilotare gli aerei degli alleati anglo-americani o quelli tedeschi della Germania nazista. È stato uno dei primi simulatori di volo a sfruttare le schede video con accelerazione 3d come la Voodoo 3dfx. Il gioco non è mai stato commercializzato ufficialmente al di fuori degli Stati Uniti d'America. È possibile partecipare alla Battaglia d'Inghilterra prendendo le parti dei britannici (Supermarine Spitfire MkI, Hawker Hurricane) o dei tedeschi (Me 109E, Me110 Zerstörer), e alla campagna aerea alleata del successivo periodo 1943-45, sempre con la possibilità di scegliere la forza aerea con cui giocare.